# Grun-Bordas
Grun-Bordas è un comune francese di 221 abitanti situato nel dipartimento della Dordogna nella regione della Nuova Aquitania.

## Società

### Evoluzione demografica
Abitanti censiti